# راكيل مارتينيز
راكيل مارتينيز (بالإسبانية: Raquel Martínez)‏ هي منافسة ألعاب القوى تشيلية، (و. 1908 – 1987 م).

## وصلات خارجية
- راكيل مارتينيز على موقع اللجنة الأولمبية الدولية (الإنجليزية)
- راكيل مارتينيز على موقع أوليمبيديا (الإنجليزية)